# HSG Ahlen-Hamm
Die HSG Ahlen-Hamm war eine Handballsportgemeinschaft aus den Vereinen ASV Hamm und Ahlener SG. Die Mannschaft trat in der Saison 2010/2011 mit dem Startrecht des sportlichen Aufsteigers aus der Zweiten Handball-Bundesliga Nord – ASV Hamm -in der 1. Bundesliga an.

## Geschichte
Sowohl die Ahlener SG als auch der ASV Hamm nahmen seit mehreren Jahren an der 2. Handball-Bundesliga teil, beide Vereine mit dem Ziel der Zugehörigkeit zur 1. Bundesliga. Der ASV Hamm erreichte in der Saison 2009/2010 den Aufstieg zur 1. Bundesliga. Der ASV Hamm und die Ahlener SG bildeten vor der Saison 2010/2011 die Handballspielgemeinschaft Ahlen-Hamm, die in der Saison 2010/2011 das Spielrecht wahrnahm. Beide Vereine gaben an, dass die räumliche Nähe und die daraus entstehende Konkurrenz bei Jugendarbeit und Sponsorengewinnung sie veranlasst hätten, diese Kooperation der beiden westfälischen Vereine herbeizuführen.
Die HSG hat die Spiele der ersten Mannschaft in der Maxipark-Arena in Hamm ausgetragen. In Ahlen spielten die HSG-Youngsters in der 3. Liga. Die HSG verfehlte das selbstgesetzte Saisonziel des sportlichen Klassenerhalts und stieg in die Zweite Handballbundesliga ab.
Noch während der laufenden Spielzeit kam es zu finanziellen Unstimmigkeiten, die schließlich zu Beginn des Jahres 2011 zu harten Sparmaßnahmen zwangen, um die Spielzeit überhaupt abschließen zu können.
Am 29. Juni 2011 gab die HSG die Trennung bekannt. Während der ASV Hamm in der neuen, eingleisigen zweiten Liga als ASV Hamm-Westfalen antrat, spielte die Ahlener SG in der dritten Liga und hat die Lizenz der Youngsters übernommen.

## Kader
Der erste Trainer der HSG Ahlen-Hamm war Jens Pfänder. Er ist an dem 27. Oktober 2010 entlassen worden. Zunächst übernahm übergangsweise der Aufstiegstrainer des ASV Hamm, Kay Rothenpieler, der die nächsten zwei Partien das Team leiten sollte. Nach den beiden Partien wurde Kay Rothenpieler von der Mannschaft gebeten, weiterzumachen. Er entschied sich nach Rücksprache mit Manager Franz Dressel zum Verbleib im Amt. Kay Rothenpieler füllte in der Saison 2010/2011 das Amt des Trainers und Managers aus. Er hat am Saisonende das Traineramt abgegeben und wird nur noch als hauptamtlicher Sportlicher Leiter arbeiten, um langfristig den Profi-Handball in Hamm zu sichern.
Zur Mannschaft gehörten:
- Tomáš Mrkva (Torwart)
- Torsten Friedrich (Torwart)
- Chen Pomeranz (Rückraum-Mitte)
- Maik Machulla (Rückraum-Mitte)
- Marcus Hock (Rückraum-Links)
- Thomas Lammers (Rückraum-Links)
- Frank Schumann (Abwehrchef)
- Jiří Hynek (Abwehrchef)
- Einar Hólmgeirsson (Rückraum-Rechts)
- Malte Schröder (Rückraum-Rechts)
- Andreas Simon (Linksaußen)
- Thomas Rycharski (Linksaußen)
- Merten Krings (Linksaußen)
- Mark Schmetz (Rechtsaußen)
- Lars Gudat (Rechtsaußen)
- Mario Clößner (Kreis)
- Björn Wiegers (Kreis)
- Jakob Macke (Kreis)

### Zugänge 2010/2011
- Tomáš Mrkva (HC Baník Karviná)
- Einar Hólmgeirsson (TV Großwallstadt)
- Mark Schmetz (TBV Lemgo)
- Rico Göde (Füchse Berlin)
- Maik Machulla (HSG Nordhorn-Lingen)
- Srđan Đorđević (vereinslos, im Oktober gewechselt)
- Torsten Friedrich (HSG Ahlen-Hamm Youngsters)

### Abgänge 2010/2011
- Rico Göde (HC Empor Rostock)
- Srđan Đorđević (vereinslos)
- Martin Ziemer (HBW Balingen-Weilstetten)